# Crimes communistes

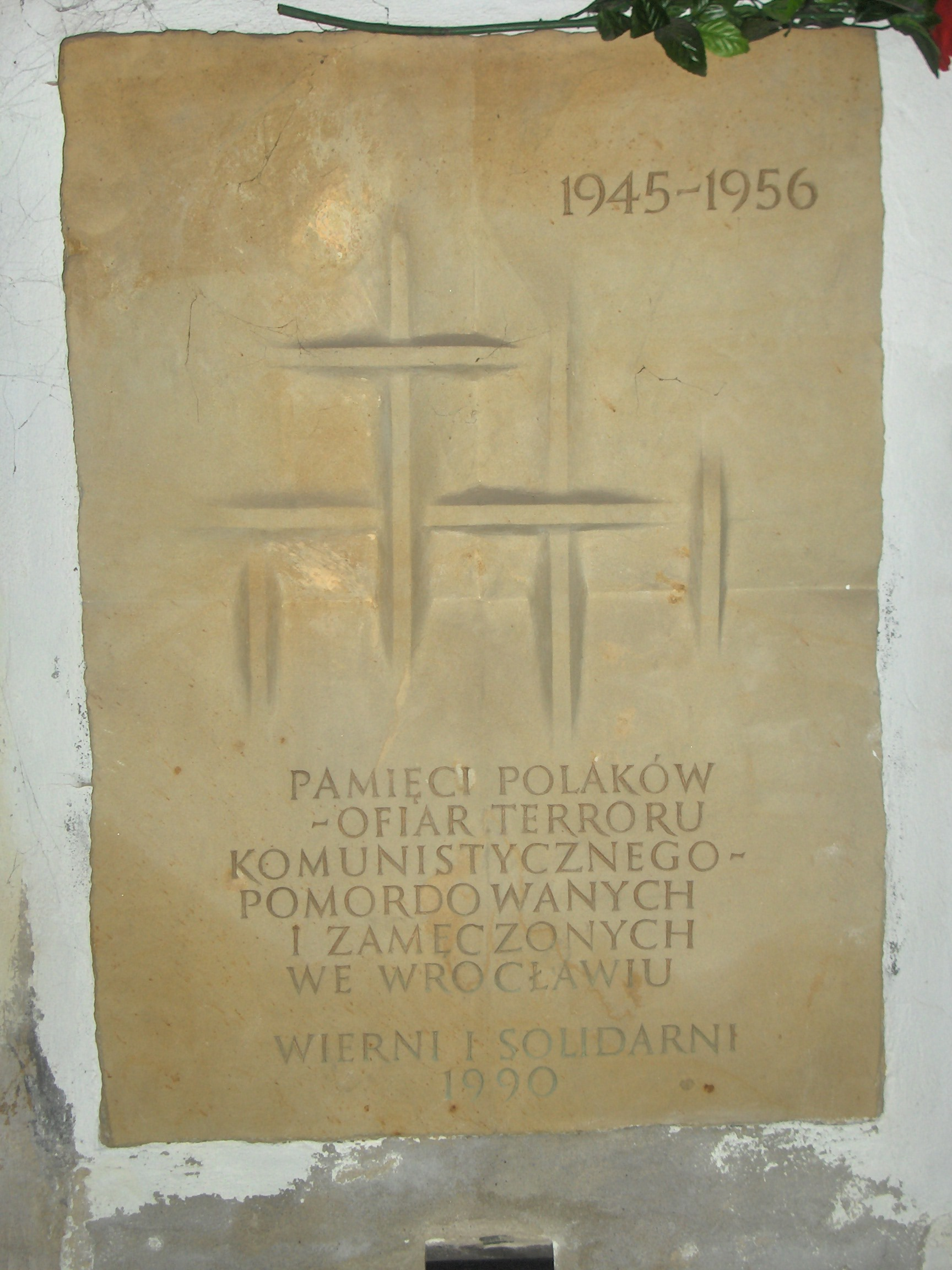
Plaque commémorative dans la basilique Saint Pierre, dédiée aux victimes de la terreur communiste de 1945-1956 à Wrocław.

Les crimes communistes (polonais : zbrodnie komunistyczne) ont une définition légale utilisée dans le Code pénal polonais. Le concept de crime communiste est également utilisé plus largement à l'échelle internationale et est utilisé par des organisations non gouvernementales de défense des droits de l'homme ainsi que par des agences gouvernementales telles que la Fondation Unitas, l'Institut d'information sur les crimes du communisme, l'Institut pour l'étude des Régimes totalitaires, l'Institut d' enquête sur les crimes communistes en Roumanie et Bureau de documentation et d'enquête sur les crimes du communisme.

## Droit polonais
Dans la terminologie juridique – telle que définie par l'article 2.1 du Journal des lois (Dziennik Ustaw, DzU) de la République de Pologne publié le 18 décembre 1998, les « crimes communistes » constituent des crimes commis par les fonctionnaires de l'appareil communiste entre le 17 septembre 1939 (invasion soviétique de la Pologne) et le 31 décembre 1989 (chute du communisme). Les crimes qui y sont définis constituent soit la répression politique, soit la violation directe des droits humains d'un individu ou d'un groupe ; y compris ceux, autrement nommés dans le droit pénal polonais de l'époque. Le concept couvre également plusieurs autres activités illégales interdites par les lois polonaises déjà en vigueur depuis 1932, telles que la falsification de documents et leur utilisation dans l'intention de nuire aux personnes qui y sont mentionnées.
Le concept de crimes communistes a été introduit légalement en 1998 et révisé à plusieurs reprises. Il a été conçu pour faciliter les études d'événements et la poursuite des personnes en position d'autorité qui ont commis des crimes contre les citoyens polonais ainsi que contre l'État polonais. La définition est conceptuellement similaire au concept juridique d'un crime nazi.

### Articles 4 à 7
Un fonctionnaire d'un État communiste est défini comme un agent public, y compris ceux qui bénéficient d'une protection juridique similaire aux agents publics, en particulier les agents du gouvernement et les dirigeants du Parti communiste. Les fonctionnaires impliqués travailleraient très probablement pour le renseignement polonais, les services de sécurité et d'autres départements des affaires intérieures (en particulier la censure et les affaires religieuses). Les organisations particulières citées à titre d'exemples comprennent le ministère de la Sécurité publique de Pologne et la direction principale de l'information de l'armée polonaise. Les crimes communistes pourraient également avoir été commis en Pologne par des membres de services civils ou militaires étrangers, tels que le KGB, le NKVD, le SMERSH et la Stasi.
Les crimes, reconnus par le droit international comme crimes contre l'humanité, crimes contre la paix et crimes de guerre, ne sont pas concernés par la prescription en Pologne. Ces crimes ne sont pas concernés non plus par les anciens décrets d'amnistie ou d'abolition publiés en Pologne communiste avant le 7 décembre 1989. En cas de meurtre, le délai de prescription polonais commence le 1er août 1990 et dure 40 ans, et 30 ans pour les autres délits.
Le concept a remplacé le terme crime stalinien (zbrodnia stalinowska) précédemment utilisé en droit polonais pour des actes similaires, tout comme le concept de crime nazi a remplacé celui de crime hitlérien. Les crimes staliniens et hitlériens ont été définis pour la première fois par la législation polonaise en 1991.
Lors de la rédaction du concept de crime communiste, les législateurs polonais ont spécifiquement écarté l'idée qu'un crime communiste est égal à un crime nazi, ou que la législation du crime communiste peut être basée sur celle du crime nazi (déjà définie dans la législation de 31 août 1944), car bien que similaires à certains niveaux, ils sont suffisamment différents à d'autres pour rendre les analogies inacceptables.
Les crimes communistes font principalement l'objet d'enquêtes par l'Institut de la mémoire nationale, un institut de recherche spécial doté de pouvoirs de poursuite, créé par la même législation qui a défini le concept de crime communiste en 1998. Deux exemples de tels crimes communistes non résolus comme la rafle d'Augustów (en) et le massacre de Kąkolewnica (en), également connu sous le nom de massacre de la forêt de Baran.